# Sibovia recta
Sibovia recta är en insektsart som beskrevs av Fowler 1900. Sibovia recta ingår i släktet Sibovia och familjen dvärgstritar. Inga underarter finns listade i Catalogue of Life.